# Cratere Kaiser (Luna)

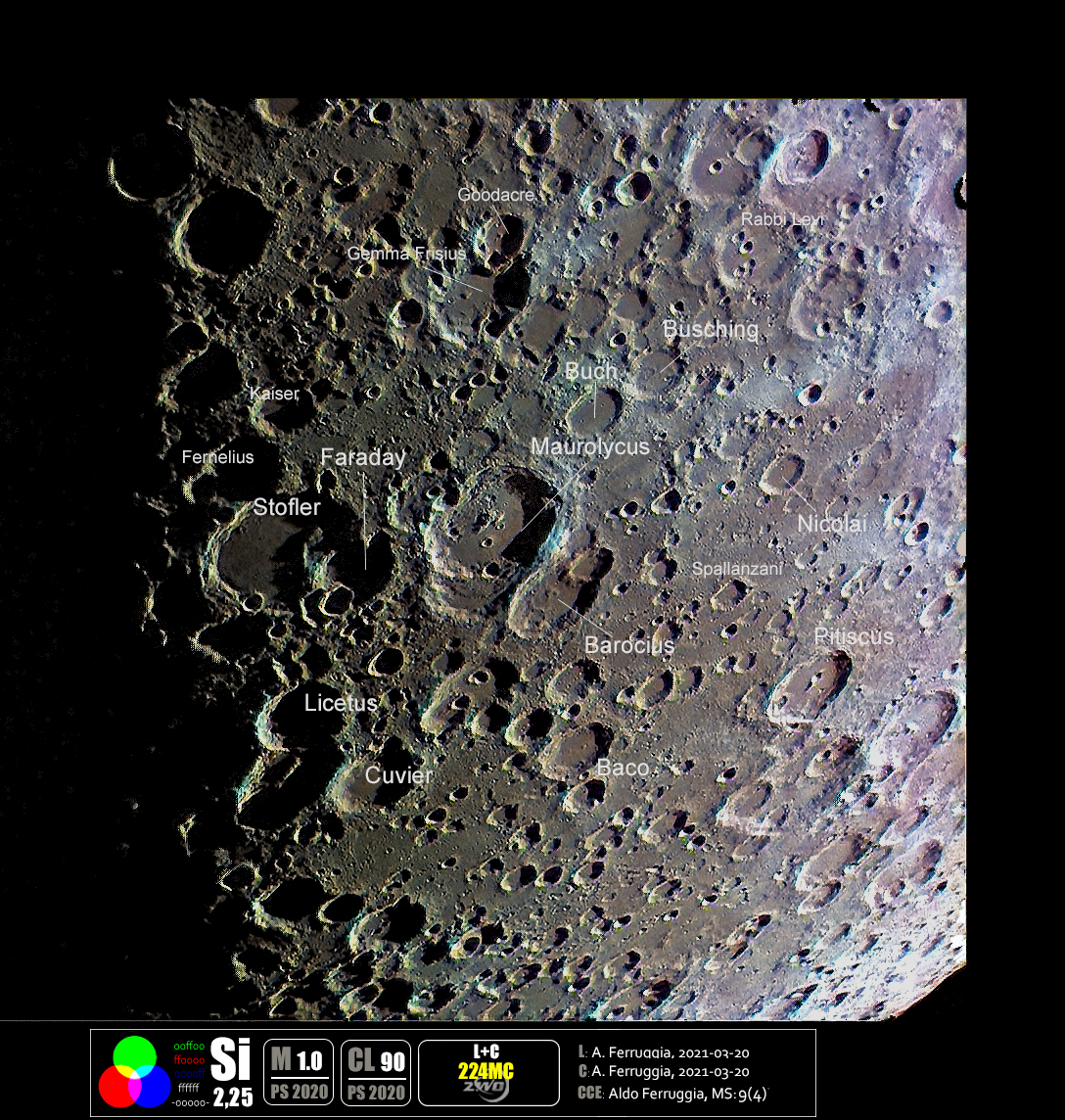
Immagine selenocromatica dell'area del cratere(in alto a sinistra)

Kaiser è un cratere lunare di 53,15 km situato nella parte sud-orientale della faccia visibile della Luna.
Il cratere è dedicato all'astronomo olandese Frederik Kaiser.

## Crateri correlati
Alcuni crateri minori situati in prossimità di Kaiser sono convenzionalmente identificati, sulle mappe lunari, attraverso una lettera associata al nome.
| Kaiser | Coordinate           | Diametro (in km) |
| ------ | -------------------- | ---------------- |
| A      | 36°22′12″S 7°16′48″E | 19,53            |
| B      | 36°38′24″S 5°31′48″E | 6,13             |
| C      | 36°36′00″S 9°37′48″E | 12,07            |
| D      | 37°04′48″S 7°22′12″E | 4,16             |
| E      | 34°56′24″S 7°08′24″E | 5,42             |
| R      | 34°19′48″S 7°09′36″E | 3,43             |